# Metabolismo ácido das crassuláceas
O Metabolismo ácido das crassuláceas (MAC) é uma via metabólica para a síntese de carboidratos presente em certas espécies de plantas, especialmente plantas suculentas (como as da família Crassulaceae, nas quais este metabolismo foi detectado pela primeira vez) e é uma adaptação a condições áridas.
Em síntese, as plantas CAM abrem os seus estômatos durante a noite, absorvendo dióxido de carbono durante este período, e armazenando-o sob a forma de ácido málico. Durante o dia, com a incidência de luz solar, o ácido málico sofre reações e é transformado em moléculas de glicose.